# Мозниго (Тревизо)
Мозниго је насеље у Италији у округу Тревизо, региону Венето.
Према процени из 2011. у насељу је живело 1333 становника. Насеље се налази на надморској висини од 132 м.